# 674
674(육백칠십사)는 673보다 크고 675보다 작은 자연수다.

## 수학
- 합성수로, 그 약수는 1, 2, 337, 674다. 진약수의 합은 340이므로, 674는 부족수다.
- {\displaystyle 674=7^{2}+25^{2}}
- {\displaystyle 79^{7}-1}은 674로 나누어떨어진다.

## 과학
- NGC 674: 양자리 방향에 있는 중간나선은하.
- 글리제 674: 제단자리 방향에 있는 적색왜성.
- 674 라헬레(영어판): 소행성.

## 군사
- U-674(영어판): 제2차 세계 대전에 사용된 나치 독일의 군용 잠수함.

## 문화유산
- 대한민국의 보물 제674호: 영덕 유금사 삼층석탑

## 기타
- 연도: 674년, 기원전 674년